# مفصولات الرقاب
مفصولات الرقاب (الاسم العلمي: Choristodera)، رتبة منقرضة من الزواحف ثنائية الأقواس الشبه مائية التي عاشت بين الجوراسي الأوسط، أو ربما الثلاثي المتأخر وحتى بداية العصر الميوسيني على الأقل. تم تسميته من قبل عالم الأحياء القديمة إدوارد درينكر كوب في عام 1884. وقد تم العثور على «مفصولات الرقاب» في كل من أمريكا الشمالية، وآسيا، وأوروبا، وربما أيضا شمال إفريقيا وتيمور الشرقية. وعادةً ما تتواجد أحافيرها الشائعة خلال الطباشيري المتأخر وحتى الإيوسيني السفلي. وأصبح تصنيفها التفرعي بين ثنائيات الأقواس القاعدية وأشباه الأركوصورات القاعدية، لكن الوضع الوراثي لسلالة مفصولات الرقاب لا يزال غير مؤكد. وتم تقديم اقتراح بأنها تمثل أشباه الليبيدوصوريات القاعدية. وفي آخر المستجدات، وضع العمال "مفصولات الرقاب" ضمن أشباه الأركوصورات بشكل مؤقت، بعد أن تبين من تشريح عظام أذانها أنها ترتبط ارتباطًا وثيقًا بالتي لدى الأركوصورات والسلاحف من تلك الموجودة في الليبيدوصوريات.